# シュクレ 〜sweet and charming time for you.〜
『シュクレ 〜sweet and charming time for you.〜』（シュクレ 〜スゥイート・アンド・チャーミング・タイム・フォア・ユー〜）は2011年9月22日に戯画から発売された18禁恋愛アドベンチャーゲーム。『ショコラ』『パルフェ』に続く戯画カフェシリーズ第3弾。イメージは前2作を踏襲しているが、作品の背景設定などに直接の繋がりはない。
2012年9月13日は、サイバーフロントよりPlayStation Portable (PSP) 用『シュクレ PORTABLE』に発売された。
2025年1月23日は、エンターグラムよりNintendo Switch用カフェシリーズの3作品の一つをHDリマスター版として、『Sweet Cafe Collection ～ショコラ・パルフェ・シュクレ～』に発売予定。

## システム
恋愛アドベンチャーゲームである本作の、共通ルートは章構成となっている。
プレイヤーは章と章の間でヒロインを選択し、そのヒロインとのエピソードを通じて好感度を上げ、共通ルート終了時に最も好感度が高かったヒロインとの個別ルートに進む仕組みとなっている。

## プロローグ
主人公・城島景一はコックとして務めていた洋食店が不況により閉店し、幼馴染の日下部みはると同居しながら職を探していたがなかなか見つからず、ふと昔よく通っていた喫茶店「リバーライト」を訪れた。しかし店の主人は他界し、一人娘の亜麻川千鶴がひとり奮闘していたが結局上手くいかず、しまいには客からクレームを付けられ、泣きながら料理を作り直す姿を見かねた景一は代わりに料理を作り事なきを得る。リバーライトが近々閉店すると知った景一は寂しい思いにひたりながら店を出ようとした時、千鶴から「もしよかったら、ここで働いてくれませんか？」と申し出られる。かくしてリバーライトを舞台に物語がはじまる。

## 登場人物

### 主要人物
城島 景一（じょうじま けいいち）
物語の主人公。料理好きで洋食店「ブラボー」のコックをしていたが不況のためブラボーは閉店、みはると同居しながらコックとして再び働けるところを探していたがなかなか見つからず困っていたが、ふと昔馴染みの喫茶店リバーライトを訪れ、成り行きでコックとして働くようになった。小さい頃から料理を作っていたため腕は確かで、料理に対して真剣に試行錯誤している。大学時代は愛・咲夜子と一緒に色彩研究会に所属していたが、後に料理人の道を目指すことを決意し中退した。父親とは不仲で、大学入学以来家にも帰っていない。
亜麻川 千鶴（あまかわ ちづる）
声：雪村とあ
身長/152cm B83(C)/W53/H86
喫茶店「リバーライト」の店長兼経理兼ウェイトレス。
父・稔路が他界し、代わりに店長兼コックとして頑張っていたが失敗ばかりで売り上げが落ち込み、景一をコックとして雇うまでは閉店を考えていた。
性格はおっとり系の天然で少女趣味があり、背が低く童顔なため芽衣夏と同じ歳に見られがちだが景一よりもひとつ年上。料理は破滅的にヘタクソだが、何故か和菓子を作るのが上手い。趣味は映画鑑賞で、主にアクションかSFを好む。自宅には映画のグッズやポスターがたくさんある。
茨木 愛（いばらぎ あい）
声：中家志穂
身長/149cm B79(A)/W52/H78
景一の学園・大学時代の後輩。高校時代は素直でいい子だったと景一は語るが、現在はぶっきらぼうかつ無愛想で人付き合いが悪く、下ネタを含んだ会話を淡々とする。大学に通いながら数々のバイトに失敗して家で過ごしがちだったところ、景一からバイトに誘われた。その無愛想な態度から時々客とトラブルを起こす一方、その無愛想ぶりを気に入る客もいる。また、今は亡き養父が近所でも人気のある喫茶店を経営していたときに教わったためコーヒーの淹れ方がうまく、ドリンク関係にはちょっとうるさい。大学時代は景一・咲夜子と一緒に色彩研究会に所属しており咲夜子とは先輩後輩の仲なのだが、彼女のざっくばらんな性格に呆れかえっており、少し突き放したような態度をとる。
ウェイトレス兼コーヒーをはじめとするドリンクを担当で、時々景一のサポートをすることもある。
綾月 芽衣夏（あやつき めいか）
声：桜川未央
身長/160cm B86(D)/W54/H84
リバーライトの常連客で、千鶴とは幼馴染。リバーライトの近所のケーキ屋「綾月洋菓子店」の一人娘。学園生で、生活指導歴13回（現在も更新中）という問題児として知られている。
コックとして入ってきた景一に異性的な疑いを持ち、最初は監視も含め千鶴の手伝い程度に店に来ていたが、綾月洋菓子店と洋菓子（と和菓子）の契約を結んでからは、洋菓子店との掛け持ちでリバーライトでバイトをすることになった。
家では店を手伝っており、ケーキを一人で作るなど洋菓子にはちょっとうるさく、リバーライトに自作のケーキを出したりしている。
ウェイトレス兼ケーキをはじめとするデザート関係を担当。後にアイデアとして取り入れられたキャッチフレーズ付きの名札には「ケーキの妖精」と書かれ、一部の客から好評を得ている。
五十鈴 咲夜子（いすず さよこ）
声：かわしまりの
身長/163cm B91(F)/W57/H89
景一・愛の大学時代の先輩で、大手チェーンレストラン「シュトラーセ」の支店長。色彩研究会の頃からの付き合いもあり景一・愛とは商売柄に関係なしにフレンドリーに話しかけ、時々シュトラーセに招待したりする。シュトラーセ会長・連司の実孫でもあるがそれに鼻にもかけず、シュトラーセ支店を繁盛させるほどの経営実績をもっている。時々息抜きにリバーライトを訪れ、くつろいだり景一たちにアドバイスをする事があるが、くつろぎすぎて冬希から御小言を言われることもある。
日下部 みはる（くさかべ みはる）
声：藤森ゆき奈
身長/157cm B92(G)/W95/H93
景一の幼馴染で「鴨橋商事」に務めるOL。ブラボーを辞めてから景一は家事担当を条件に彼女と一緒に同居している。明るくずぼらな性格の持ち主で、部屋は散らかり放題で景一はその度に片付けている。恋愛沙汰には疎く奥手で、景一と同居してもお互いフレンドリーな接し方をしており、景一の「家庭の事情」も知っているため一応気にはかけている。リバーライトの制服をはじめとする様々な物品・食材などを調達してくれる。胸が大きい。
甲斐 ふたば（かい ふたば）
声：吉田真弓
PSP版新ヒロイン。ある日突然景一の元に転がり込んできた家出少女。

### その他人物
五十鈴 連司（いすず れんじ）
声：越雪光
時々リバーライトを訪れては千鶴に料理や経営を指摘する老人。その正体は全国一のチェーンレストラン店「シュトラーセ」の会長で咲夜子・新治の祖父。シュトラーセを不動の地位に築き上げただけあって数々の着眼は的を射ている。千鶴にリバーライトを含むビルの買収・立ち退きを要求している。
シンディ
声：日野あたる
リバーライトの常連の一人、リバーライトから三つ隣のビルにあるオカマバー「ファニーリップ」で経営・接客をするオカマ。本名は「五十鈴新治」であり、咲夜子の実兄。しかし兄妹の仲は険悪で咲夜子からは「カメムシ」呼ばわりされて酷く嫌われている。その性癖が原因で実家から勘当されたが、持って生まれた才能と経営手腕で裸一貫でファニーリップを開店して繁盛させるほど実力を持ち、時々景一たちにアドバイスをする。
綾月 俊博（あやつき としひろ）
声：安藤宗二
リバーライトの常連の一人で芽衣夏の父親。芽衣夏が物心付く前に妻を亡くし、男手一つで芽衣夏を育ててきた。自らの店「綾月洋菓子店」を構える洋菓子職人だが最近は本業そっちのけで和菓子作りに熱中している。
野上 冬希（のがみ ふゆき）
声：真宮琴
咲夜子の昔からの友人。シュトラーセ支店長である咲夜子の補佐を行うとともに御目付役でもある。常に無表情で淡々とした性格であり咲夜子からは「鉄面皮」と呼ばれている。
茨木 絹代（いばらぎ きぬよ）
声：紫苑みやび
愛の養母である老婦人。死に別れた夫との間に子供に恵まれず、施設から身寄りのない愛を引きとって自分の孫同然に可愛がってきた。優しくのんびりとした性格だが愛同様下ネタを嗜む。
坪井 真紀（つぼい まき）
声：田中理々
みはるの同僚のOL。ドン臭いみはるとは対照的に何事もそつなくこなす。常人には理解し難いエキセントリックな味覚の持ち主で千鶴の不味い料理を好んで食していた。
亜麻川 稔路（あまかわ ねんじ）
千鶴の父親で、リバーライトの経営者であり、コックでもあった。本遍より一月前に他界しており故人。料理の腕はもちろん、人当たりの良い性格で訪れる客から慕われ、景一は「大将」と呼び尊敬していた。芽衣夏曰く「ミニスカが大好きだった人」。
顔パン
芽衣夏が通う学園(景一の母校)で生活指導をしている武闘派教師。あだ名の由来は顔面がパンチを食らったように平たいからで、景一の頃からその名が付いている。芽衣夏の事を問題児として頭を悩ませている。
城島 啓太郎 （じょうしま けいたろう）
景一の父親。とある企業を経営しているが、家庭を顧みないため愛想を尽かした母親は景一を捨てて蒸発、それでも家にも戻らず仕事に没頭し、景一にすら父親らしい事をしなかったため景一は彼を嫌悪し、大学入学と同時に家を離れ、父親から一切金を受け取らず自立していた。時々景一の携帯に電話をかけては自分の会社への入社などを持ちかけている。
千鶴達と一丸となって働いていく内に景一は父親も自分と同じ不器用な人間で、会社の入社を持ちかけたのも彼なりに心配しているからだと理解するようになる。また時々景一のことが気になってリバーライトに何度も通っていたことを知り、景一はいつか父親と顔を合わせて話をしようと思っている。

## 作中に登場する店舗
リバーライト
作中の舞台となる喫茶店。ビルの屋上に店舗を構える屋上庭園式の店で、先代・稔路の「何でもあり」をコンセプトに洋食を主とした多種多様なメニューを出している。欧州風な内装に加えオープン・カフェも設置しており、そこから見える夕日・夜景は絶景。店内にはジュークボックスがあり、物語序盤は壊れて動かなくなっていたが、中盤からは修理され、店内に音楽が流れる。また、大将の代でのウェイトレスの衣装は私服に黄色いエプロンを着る程度だったが、中盤、心機一転を測るためメイド服へと変わった。
シュトラーセ
全国に100店舗ある国内一位のフランチャイズレストラン。会長は五十鈴連司で、「高級志向の料理を手ごろな価格で」をモットーに、多種多様なメニューとアットホーム的なサービスで経営しており、不景気な御時世においても繁盛している。物語の街の支店の支店長は孫娘の咲夜子で、ここでも御客様が満足できるサービスで景一たちを関心させている。
綾月洋菓子店
リバーライトの近所にある俊博が経営する洋菓子店で、芽衣夏のアルバイト先でもある。ケーキをはじめとする洋菓子を販売しているが、たまに俊博の個人的な趣味で和菓子が置かれている事も。
ファニーリップ
リバーライトから三つ隣りにのビルで経営しているオカマバーで経営者はシンディ。それなりに繁盛している模様。
ブラボー
景一がコックとして働いていた店。不況により閉店となったが、駅前の一等地で人の往来が激しいにもかかわらず客足が遠のいたことから、現状にあわせて改変・試行錯誤しなかったことが閉店の原因のひとつだという指摘もある。

## スタッフ
キャラクターデザイン・原画：ねこにゃん、白羽奈尾、choco chip
シナリオ：砥石大樹、如月丈助、はと
ムービー：神月社（Mju:z）

## 主題歌
主題歌 「thyme」
歌：KOTOKO
エンディングテーマ 「Eternity」
歌：片霧烈火

## 評価
GamerのTOKENはPSP版について「共通ルートの展開の裏返しなのか、個別ルートではこちらが恥ずかしくなるほど過激なシーンが多い」と評し、「芽衣夏とふたばを除くヒロイン全員が大人であり、本編中で居酒屋に行く場面があるところを見る限り、ギャルゲーの中では私くらいの年代の感覚に近いところがあって新鮮さを感じた」と評した。また、TOKENは芽衣夏をお気に入りとして挙げており、その理由を「大人の多い本作において、芽衣夏が大人ぶろうとする様子は等身大の女の子らしくて胸がときめいた」としている。